# Topobates holsaticus
Topobates holsaticus är en kvalsterart som beskrevs av H. Weigmann 1969. Topobates holsaticus ingår i släktet Topobates och familjen Scheloribatidae. Inga underarter finns listade i Catalogue of Life.